# Riptide (Vance Joy)
Riptide is een lied van de Australische singer-songwriter Vance Joy. Een eerste versie van het nummer was geüpload op het audioplatform SoundCloud. Hier was het een dergelijk succes dat het lied in 2013 als single werd uitgebracht. Hierna stond het op de ep God Loves You When You're Dancing, eveneens in 2013. Het stond vervolgens ook op het eerste album van Vance Joy; Dream Your Life Away.

## Achtergrond
Riptide is geschreven door Vance Joy en geproduceerd door Vance Joy, Edwin White en John Castle. Vance Joy verklaarde in een interview dat hij al in 2008 begon met het schrijven van het nummer, maar dat hij pas in 2012 het nummer echt volledig had geschreven. In het nummer begeleidt Vance Joy zichzelf met een ukelele. Vance Joy vertelde dat hij houdt van de luchtige klank van het instrument.
In het nummer wordt de vergelijking gemaakt tussen een meisje dat bestemd is om te acteren en Michelle Pfeiffer. In 2014 kwam het nummer Uptown Funk van Mark Ronson en Bruno Mars uit,waar ze ook Michelle Pfeiffer benoemen. Opvallend hieraan was dat Michelle Pfeiffer rond die tijd weinig in films te zien was. Desondanks werd ze toch tweemaal benoemd in hitsingles in een jaar tijd.

## Hitnoteringen
Het nummer betekende de internationale doorbraak van Vance Joy, met noteringen in de hitlijsten van vele landen en hoge noteringen in bijvoorbeeld Oostenrijk (#4) en in het thuisland van de zanger (#6). In Nederland bereikte het de 25e plek in de Top 40 en een 50e plek in de Single Top 100. In België haalde het in zowel Vlaanderen als Wallonië alleen de tiplijsten.

### NPO Radio 2 Top 2000
| Nummer met noteringen in de NPO Radio 2 Top 2000 | '22  | '23  | '24  |
| ------------------------------------------------ | ---- | ---- | ---- |
| Riptide                                          | 1925 | 1793 | 1740 |

1. ↑  Een vetgedrukt getal geeft de hoogste notering aan.
2. ↑  2022 was het eerste jaar met een notering voor dit nummer.

## Covers
In 2014 coverde Taylor Swift het nummer tijdens Live Lounge van BBC Radio 1. Korte tijd na deze cover werd bekend gemaakt dat Vance Joy als vooract zou gaan optreden bij haar 1989 tournee. Grace VanderWaal heeft het nummer ook gecoverd, waarbij zij zichzelf ook (net als Vance Joy bij de originele versie) begeleidt met een ukelele.